# Le ciel est à vous
Pour plus de détails, voir Fiche technique et Distribution.
Le ciel est à vous est un film français réalisé par Jean Grémillon et sorti en 1944.
Il est inspiré de l’histoire d’Andrée Dupeyron et du record aéronautique établi par cette dernière en 1938.

## Synopsis
Le film s'ouvre sur un déménagement, celui de la famille Gauthier expropriée en raison du projet d'implantation d'un aérodrome. Le garagiste Pierre et son épouse Thérèse s'installent donc en ville avec leurs deux enfants et la belle-mère acariâtre. D'une nature optimiste et généreuse, le garagiste ne sait refuser aucun service. Aussi dépanne-t-il l'avion de Lucienne Ivry (en se présentant comme l'ancien mécanicien de Guynemer) au cours de l'inauguration de l'aérodrome, où la voiture d'un homme d'affaires en pleine nuit qui bientôt offre à sa femme de venir travailler pour lui à Limoges. Celle-ci accepte, quittant la maison pour quelques mois durant lesquels Pierre reprend goût à sa passion pour l'aviation. À son retour, elle est prise de colère devant les risques d'une telle activité mais acceptant par défi de monter à bord, elle est à son tour gagnée par la passion. Aviatrice émérite en quelques mois, elle cumule les coupes et désire bientôt battre le record de distance en ligne droite avec l'appareil préparé par Pierre. Après son départ, elle est portée disparue et tout le monde accuse le mari de l'avoir entraînée dans cette aventure périlleuse. Mais elle bat finalement le record et revient portée en triomphe dans son village en liesse.

## Fiche technique
- Titre : Le ciel est à vous
- Réalisation : Jean Grémillon
- Scénario : Albert Valentin
- Adaptation : Charles Spaak
- Dialogues : Charles Spaak
- Photographie : Roger Arrignon et Louis Page
- Musique : Roland-Manuel
- Montage : Louisette Hautecoeur
- Production : Les Films Raoul Ploquin
- Directeur de production : Raoul Ploquin
- Tournage : pour les extérieurs, aéroport de Paris-Le Bourget puis aéroport de Lyon-Bron (ancien aérodrome de Lyon)
- Pays :  France
- Format :  Noir et blanc - 1,37:1 - 35 mm - Son mono
- Genre : Drame
- Durée : 105 minutes
- Date de sortie : 
  - France - 2 février 1944 (Paris, cinéma Madeleine)
- Affiche : Constantin Belinsky (France)

## Distribution
- Madeleine Renaud : Thérèse Gauthier[1]
- Charles Vanel : Pierre Gauthier[1]
- Jean Debucourt : Larcher, le professeur de piano
- Raymonde Vernay : Madame Brissard, la belle-mère acariâtre
- Anne-Marie Labaye : Jacqueline Gauthier, la fille de Pierre et Thérèse
- Michel François : Claude Gauthier, le fils de Pierre et Thérèse
- Albert Rémy : Marcel, le barman
- Léonce Corne : le docteur Maulette, président de l'aéro-club
- Anne Vandène : Lucienne Ivry
- Robert Le Fort : Robert
- Paul Demange : Petit
- Jacques Beauvais : le maître d'hôtel
- Fernand Blot : le vice-président
- Marius David : un invité à la présentation
- Henry Houry : un membre du conseil d'administration
- Bernard Lajarrige : le mécano
- Marcel Laporte : le reporter
- Pierre Leproux : Camille
- Raoul Marco : Monsieur Noblet
- Gaston Mauger : le successeur du docteur Maulette
- Georges Sellier : un membre du conseil municipal
- Renée Thorel : la voisine
- Roger Vincent : un invité à la présentation
- Georges Aminel : le télégraphiste[2]

## Citation
« - Quand les choses tournent à la passion, elles font plus de tort que de bien.
- En es-tu bien sûr, Gauthier ? »

Dialogue de Gauthier et du docteur.

## Autour du film
- Le film a été tourné de juin à octobre 1943. L'aérodrome du Bourget servit pour quelques plans du film avant les bombardements du 16 août 1943. Les autres scènes « aéronautiques » furent réalisées ensuite sur l'aérodrome de Bron (Lyon).
- La sortie d'une version restaurée du film a lieu fin septembre/début octobre 2021[1],[3]
- L'avion sur lequel Charles Vanel intervient au début du film (l'avion de la femme pilote) est un Fieseler Fi 156 Storch, avion de reconnaissance de la seconde guerre mondiale allemand. Durant l'occupation de la France, la société Morane-Saulnier construisit le Storch sous licence à partir de 1942 en trois versions, qui différaient surtout par les moteurs :

MS.500 surnommé « Criquet », à moteur Argus As 10 C-3 produit en France sous le nom de Argus 410 C ;
MS.501 à moteur Renault 6Q ;
MS.502 à moteur Salmson 9ABb de 240 ch.

## Bande sonore
Grémillon (lui-même musicien et compositeur) était connu pour son attention à l'ambiance sonore de ses films. Dans ce film qui vante à sa façon l'émancipation des femmes, il utilise une classe d'orphelins, surveillée par un prêtre qu'il met en scène en incipit du film, chantant la vieille complainte populaire Sur le pont du Nord (qui met en scène le triste destin d'Adèle, une jeune fille qui désobéit à ses parents)  et faisant la ronde dans un terrain qui accueillera le futur aérodrome. On retrouve ces mêmes orphelins chantant la même complainte juste avant de connaitre le dénouement heureux du film et également dans la scène finale. 

## Critiques
Le film a été bien accueilli par deux fois : tout d'abord par la presse du régime de Vichy, collaborationniste au moment de l'exploitation, puis par les ciné-clubs de gauche après la Libération de la France,.